# Vol British Airways 38
Le vol British Airways 38 est un vol international régulier assurant la liaison entre l'aéroport international de Pékin-Capitale, en Chine, et l'aéroport de Londres-Heathrow, au Royaume-Uni. Le 17 janvier 2008, le Boeing 777-200ER de la compagnie britannique British Airways s'est écrasé avant d'atteindre la piste 27L de l'aéroport d'Heathrow. Sur les 136 passagers et 16 membres d’équipage présents à bord, aucun décès n'a été constaté, mais 47 personnes furent blessés, dont une grièvement.
L'appareil, qui n'était âgé que de sept ans, fut économiquement non réparable. C’est le premier accident grave impliquant un Boeing 777, depuis la mise en service de ce modèle d'avion en 1995.

## Avion et équipage

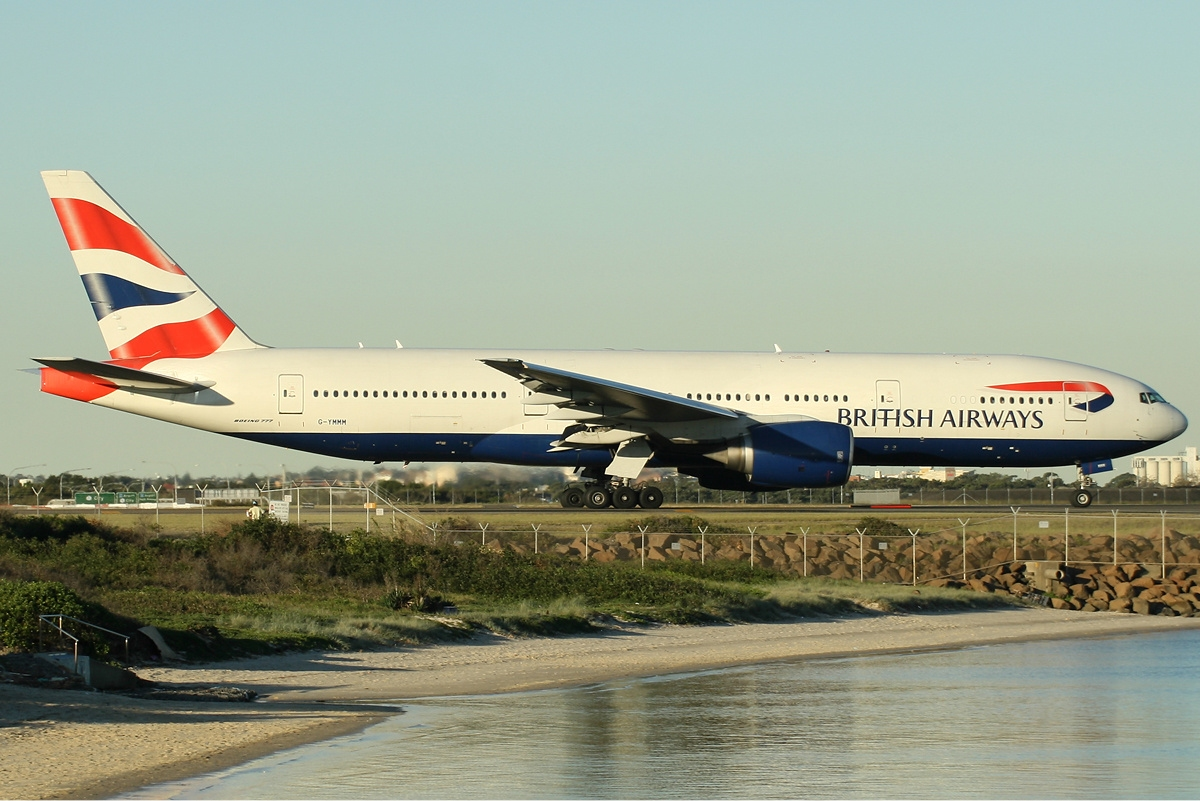
G-YMMM, le 777 impliqué, photographié à l'aéroport Kingsford-Smith de Sydney en mai 2007, huit mois avant l'accident.

L'appareil impliqué est un Boeing 777-236ER, immatriculé G-YMMM (c/n 30314/342) et propulsé par deux turboréacteurs Rolls-Royce Trent 895-17. Cet avion gros-porteur long-courrier a effectué son premier vol le 18 mai 2001 et a été livré neuf à British Airways deux semaines plus tard. Il avait une cabine conçu pour transporter jusqu'à 233 passagers.
L'équipage est composé du commandant de bord Peter Burkill (43 ans), qui totalise 12 700 heures de vol (dont 8 450 heures sur Boeing 777), et du copilote John Coward (41 ans), qui totalise 9 000 heures de vol (dont 7 000 heures sur 777), ainsi que d'un second copilote, Conor Magenis (35 ans), qui totalise 5 000 heures de vol (dont 1 120 heures sur 777), et de 13 membres d'équipage en cabine.

## Accident
Le vol 38 a décollé de Pékin à 2 h 09 heure de Greenwich (GMT), suivant un trajet de 8 100 km qui traversait la Mongolie, la Sibérie et la Scandinavie, à des altitudes comprises entre les niveaux de vol FL348 et FL400, soit environ 34 800 et 40 000 pieds (10 600 et 12 200 m), et à des températures comprises entre −74 et −65 °C. Conscient des températures basses à l'extérieur, l'équipage a surveillé la température du carburant, avec l'intention de descendre à une altitude inférieure, avec des températures plus clémentes, si un danger de gel du carburant se présentait. Cela ne s'est pas avéré nécessaire, car la température du carburant n'est jamais descendue en dessous de −34 °C, toujours bien au-dessus de son point de congélation.
Bien que le carburant lui-même n'ait pas gelé, de petites quantités d'eau présentes dans le carburant ont gelé. De la glace a adhéré à l'intérieur des conduites de carburant, probablement là où elles passaient à travers les pylônes reliant les moteurs aux ailes. Cette accumulation de glace n'a eu aucun effet sur le vol jusqu'aux dernières étapes de l'approche vers l'aéroport de Londres-Heathrow, lorsque l'augmentation du débit de carburant et des températures plus élevées l'ont soudainement libéré dans le carburant. Cela a formé une masse de glace molle qui a coulé vers l'avant, jusqu'à ce qu'elle atteigne les échangeurs de chaleur carburant/huile (FOHE), où elle a gelé une fois de plus, provoquant une restriction du débit de carburant vers les moteurs.

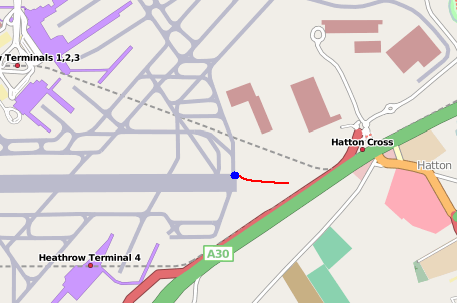
Le point bleu marque l'endroit où le vol 38 s'est immobilisé, en rouge son parcours sur l'herbe

Lors de l'approche finale, à une altitude d'environ 720 pieds (220 m) et à 3,2 km de la piste, une première demande d'augmentation de la poussée effectuée par le pilote automatique, puis une deuxième demande effectuée manuellement par les pilotes, restèrent sans effets. Le pilote automatique réduisit la vitesse à 108 nœuds (200 km/h) à une hauteur de 200 pieds (61 m), pour maintenir la pente de descente du système d'atterrissage aux instruments (ILS). Le pilote automatique fut déconnecté à 150 pieds (46 m), alors que le copilote Coward prenait le contrôle manuel. Pendant ce temps, le commandant Burkill a réduit le réglage des volets de 30 à 25°, pour diminuer la traînée de l'avion et allonger la distance parcourue par ce dernier.
À 12 h 42, le 777 est passé juste au-dessus de la rue résidentielle de Myrtle Avenue (en), puis a immédiatement survolé les voitures circulant sur l'autoroute A30 et sur la route du périmètre sud de l'aéroport. Il a finalement atterri sur l'herbe à environ 890 pieds (270 m) de la piste 27L. Le commandant de bord a déclaré une urgence au contrôle aérien quelques secondes avant l'atterrissage. La décision de relever les volets a permis à l'avion de planer au-delà de la balise ILS dans le périmètre de l'aéroport, évitant ainsi des dommages plus importants à l'appareil.

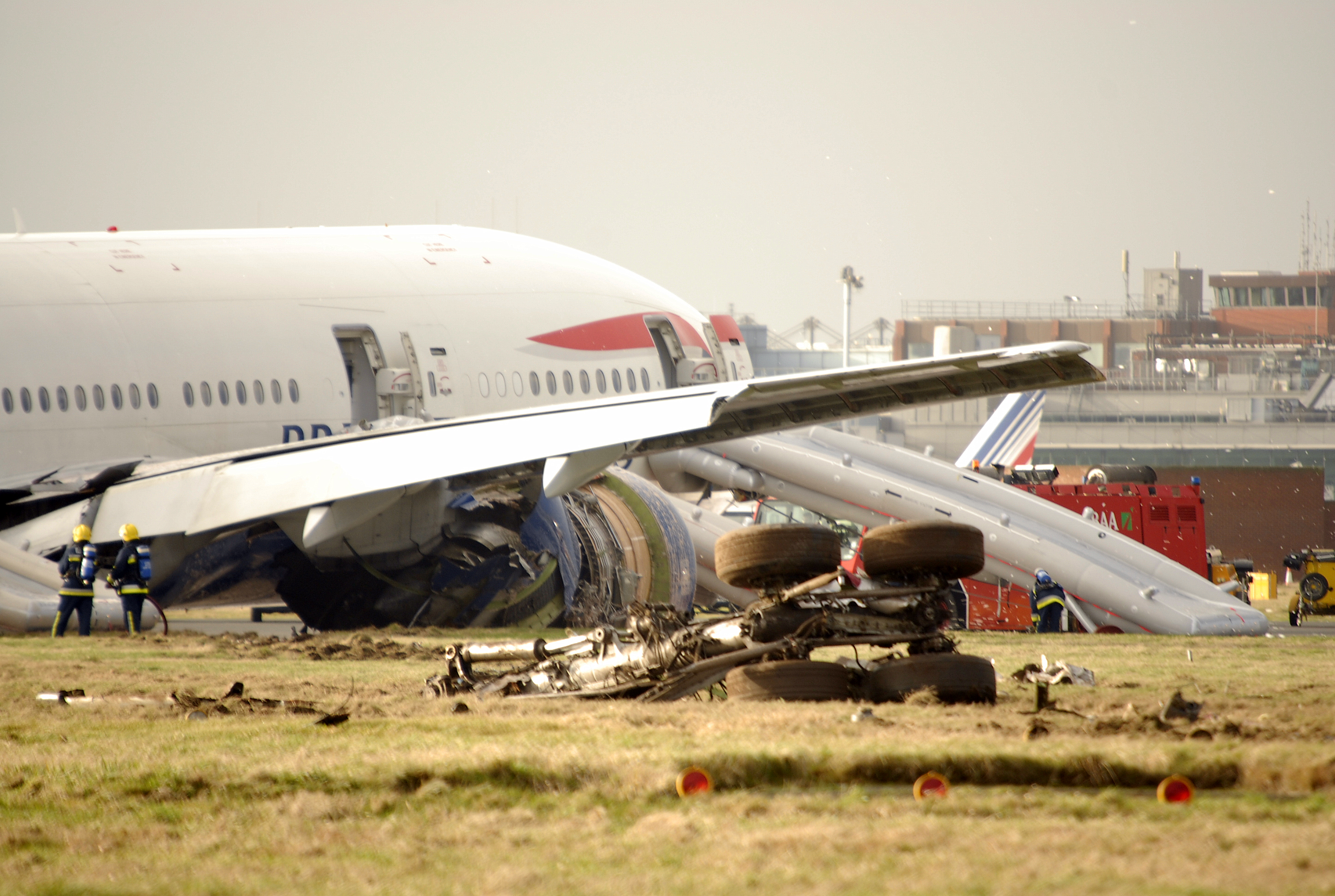
Photo du site de l'accident du vol 38 ; le train d'atterrissage principal droit a été arraché et s'est immobilisé à une certaine distance derrière l'épave principale.

Lors de l'impact et de la courte glissade au-dessus du sol, le train d'atterrissage avant s'est effondré, le train principal droit fut arraché de l'appareil et pénétra dans le réservoir central de carburant et le système d'alimentation en oxygène des passagers, provoquant une fuite importante de carburant et la libération d'oxygène gazeux dans les compartiments adjacents. Le train principal droit a également pénétré dans  l'espace de la cabine, causant la seule blessure grave de cet accident à un passager du siège 30K. Le train principal gauche fut poussé vers le haut à travers l'aile, comme il était conçu pour le faire en cas de défaillance due à une charge verticale excessive.
L'avion s'est immobilisé sur les marquages de seuil au début de la piste. Une importante quantité de kérosène s'écoula des réservoirs endommagés, mais aucun incendie ne s'est déclaré. Quatre membres de l'équipage et huit passagers furent blessés et évacués vers l'hôpital pour des blessures légères et contusions, tandis qu'un des passagers a eu la jambe cassée et une commotion cérébrale.
L'accident provoqua la fermeture de la piste sud de l’aéroport londonien ne laissant que la piste nord ouverte, contraignant de nombreux vols à être redirigés vers l'aéroport de Londres-Luton et l'aéroport de Londres-Stansted.

## Enquête
L'enquête sur l'accident fut menée par l'Air Accidents Investigation Branch (AAIB), avec la participation du Conseil national de la sécurité des transports américain (NTSB), de Boeing et de Rolls-Royce. L'enquête a duré deux ans et l'AAIB a publié son rapport final en février 2010 ; trois rapports préliminaires et 18 recommandations de sécurité ont été émis au cours de cette enquête.
L'enregistreur de paramètres (FDR) et l'enregistreur phonique (CVR), ainsi que l'enregistreur à accès rapide (QAR), ont été récupérés quelques heures après l'accident et transportés au siège de l'AAIB, à Farnborough.Les informations téléchargées à partir de ces appareils ont confirmé ce que l'équipage avait déjà dit aux enquêteurs, à savoir que les moteurs n'avaient pas répondu lorsque les manettes des gaz avaient été avancées pendant l'approche finale.
Rapport préliminaire du 18 janvier. Dès le lendemain de l'accident, l'AAIB publia un rapport préliminaire : 

« Les premières indications résultants d'interviews et d'analyse des enregistreurs de vols montrent que le vol et l'approche se sont déroulés normalement jusqu'à ce que l'avion effectue son approche finale sur la piste 27L. À approximativement 600 pieds et 3 km de l'atterrissage, la commande automatique des gaz du pilote automatique demanda une augmentation de la puissance sur les deux moteurs mais ces derniers ne répondirent pas. Suivant d'autres demandes d'augmentation de la puissance de la commande automatique puis une commande manuelle de l'équipage sur la manette des gaz, les deux moteurs, de manière similaire, ne répondirent pas. La vitesse de l'avion se réduisit et l'avion descendit jusqu'à la pelouse, non loin de la piste. »

Elle compléta ce rapport le 24 janvier :

« Comme déjà rapporté, alors que l'avion était stabilisé sur une approche ILS avec le pilote automatique engagé, la commande automatique des gaz ordonna une augmentation des gaz sur les deux moteurs. Les deux moteurs initialement répondirent mais après 3 secondes, la puissance du moteur droit se réduisit. Huit secondes plus tard, la puissance se réduisit à un même niveau sur le moteur gauche. Les moteurs ne s'éteignirent pas et les deux continuèrent à produire de la poussée à un régime supérieur au ralenti vol mais insuffisant pour obtenir la poussée demandée.
Les données enregistrées indiquent qu'une quantité adéquate de carburant était à bord de l'appareil et que la commande automatique des gaz et les commandes de contrôle des moteurs fonctionnaient comme attendus, avant et après la réduction de puissance. Tous les scénarios possibles pouvant expliquer cette réduction de poussée et le manque continu de réponse des moteurs aux commandes de poussées sont examinés, en coopération étroite avec Boeing, Rolls Royce et British Airways. Ce travail comprend une analyse et un examen détaillé du circuit complet du carburant des réservoirs jusqu'aux buses d'injection. »

Bulletin du 18 février. L'AAIB émit un bulletin complémentaire où elle déclara qu'il n'y avait « aucun élément probant d'une défaillance mécanique ou de l'absorption par les réacteurs d'oiseaux ou de glace », qu'il n'y avait non plus « aucun élément probant d'une contamination du carburant ou d'un niveau d'eau inhabituel dans celui-ci » et que les données enregistrées indiquaient qu'il n'y avait « aucune anomalie sur les principaux systèmes de l'avion. » Certains petits corps étrangers ont cependant été détectés dans les réservoirs de carburant et sont en analyse complémentaire.
Le rapport note qu'il a été démontré qu'une cavitation s'est produite dans les deux pompes de carburant à haute pression, ce qui peut être indicatif d'une restriction de l'apport en carburant ou d'un excès d'aération du carburant, cependant le constructeur a estimé que les deux pompes étaient toujours capables de fournir un débit suffisant de carburant. Le rapport note que l'avion a volé au travers d'un air inhabituellement froid (mais pas exceptionnel) et conclut que la température n'était pas assez basse pour faire geler le carburant. Des tests se poursuivent pour tenter de reproduire les dommages visibles sur les pompes à carburant et de les faire coïncider avec les données enregistrées du vol. Un examen et une analyse complète vont être menés sur l'ensemble de l'avion et du système d'alimentation en carburant des réacteurs incluant une modélisation des flux de carburant prenant en compte les effets aérodynamiques et l'environnement de l'appareil.
Le rapport note également que les poignées d'extinction d'incendie ont été manuellement déployées par l'équipage avant les interrupteurs d'arrivée de carburant. Les poignées d'extinction d'incendie ont aussi pour effet de désactiver les interrupteurs de carburant, ce qui signifie que le carburant continuait de s'écouler après l'atterrissage forcé, une situation potentiellement dangereuse. Le rapport a repris un précédent Boeing Service Bulletin qui donnait comme consigne de procédure que les interrupteurs de carburant doivent être activés avant les poignées d'extinction d'incendie. Le rapport indique que « Ce n'est pas la cause de l'accident mais que cela peut avoir de sérieuses conséquences en cas d'incendie lors de l'évacuation de l'appareil. »
En fait la nécessité de publier la Safety Recommendation 2008-009, affectant toutes les versions des 777 qui avait déjà été incorporé dans le Boeing Service Bulletin (SB 777-28-0025) - comme cela était le cas pour le G-YMMM - fut donné par l'AAIB comme principale raison d'avoir publié ce bulletin spécial bien avant que l'enquête sur l'accident ne soit achevée.
Bulletin du 12 mai 2008 : Dans ce nouveau bulletin, l'AAIB confirme que l'investigation continue de se centrer sur la délivrance du carburant au réacteur. Il déclare que « la réduction de la poussée sur les deux moteurs est le résultat d'une réduction de l'arrivée de carburant et tous les paramètres moteurs après cette réduction de poussée sont cohérents avec cela. » Le rapport confirme que le carburant était de bonne qualité et avait un point de congélation plus bas que les plus basses températures rencontrées par le vol. Comme cela était déjà mentionné dans le bulletin de février, le rapport note que les dommages dus à la cavitation dans les pompes à haute pression, sont la preuve d'une pression anormalement basse aux orifices de la pompe. Après avoir exclu la congélation ou la contamination du carburant, l'enquête se centre maintenant sur ce qui a pu causer cette basse pression aux orifices de la pompe. « Des restrictions dans le système d'alimentation en carburant entre les réservoirs de l'avion et chacune des pompes des moteurs, conduisant à une réduction du flux de carburant, sont suspectées. » Le système d'alimentation en carburant est inspecté chez Boeing et les moteurs chez Rolls Royce à Derby.
Le bulletin exclut d'autres causes possibles, déclarant qu'« il n'y a aucun élément probant de la rencontre avec un vortex de sillage, un choc d'oiseau ou le givrage du cœur du moteur. Il n'y a pas non plus d'éléments d'un comportement anormal de quiconque dans l'avion ou des systèmes des réacteurs suggérant une interférence électromagnétique. »

### Incident similaire

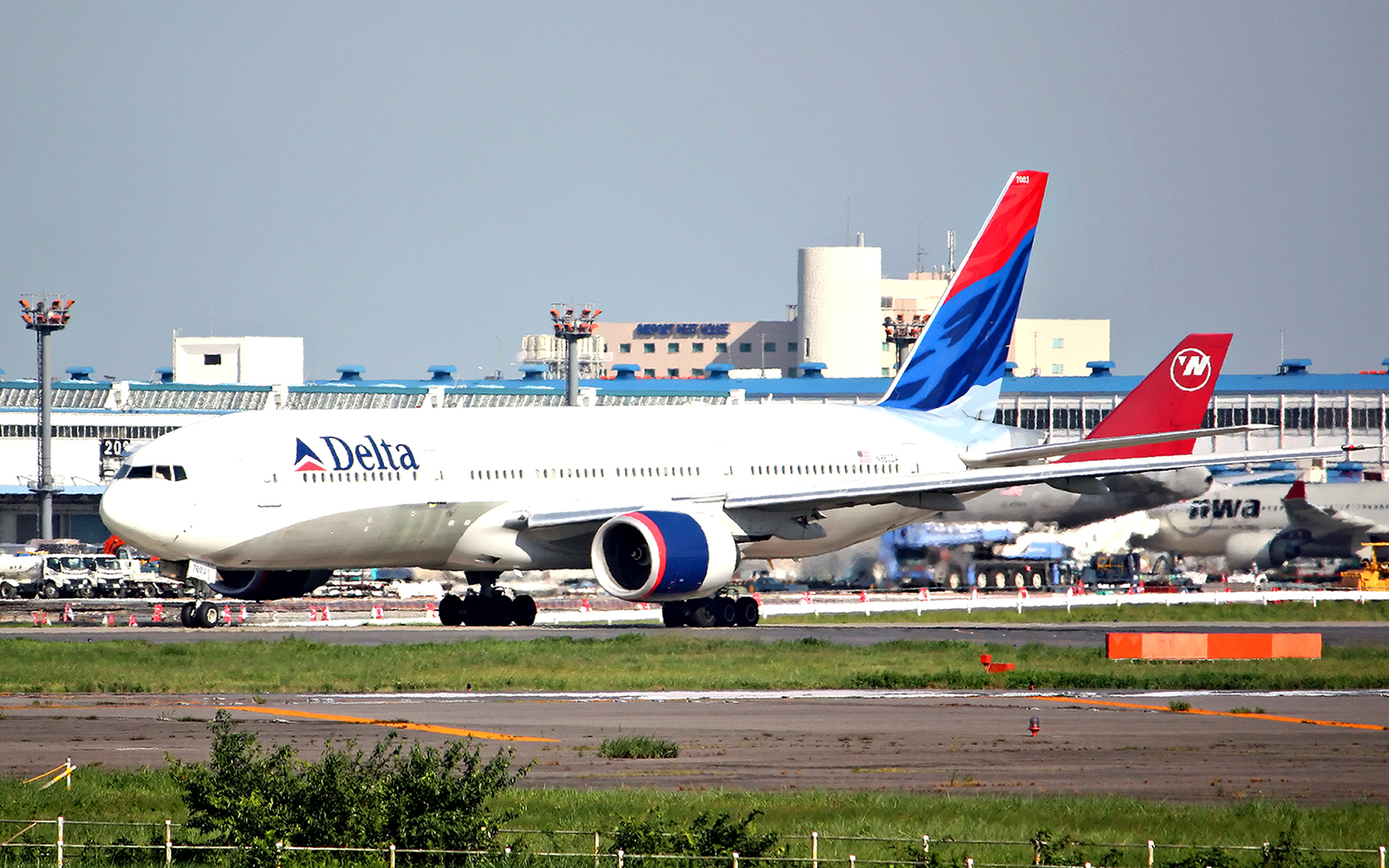
N862DA, le 777 impliqué dans l'incident du vol Delta Air Lines 18, ici photographié en août 2009.

Le 26 novembre 2008, le vol 18 de Delta Air Lines reliant Shanghai à Atlanta, assuré par un Boeing 777-200ER propulsé par deux turboréacteurs Rolls-Royce Trent 895, a subi une perte de puissance sur un de ses moteurs, alors qu'il était en croisière à 39 000 pieds (12 000 m). L'équipage a suivi les procédures de récupération manuelle et le vol s'est poursuivi sans incident.
Le Conseil national de la sécurité des transports (NTSB) a affecté à cet incident l'un des enquêteurs qui ont travaillé sur l'incident du vol 38 et a recherché spécifiquement toute similitude entre les deux incidents. Le rapport du NTSB a conclu que la présence de glace obstruant l'échangeur de chaleur en était la cause probable. La preuve était plus solide dans ce cas, puisque les données de l'enregistreur de paramètres ont permis aux enquêteurs de localiser l'endroit où le débit de carburant à diminué.
Début 2009, Boeing a envoyé une mise à jour aux exploitants d'avions, reliant les incidents de British Airways et de Delta Air Lines et identifiant le problème comme étant spécifique aux échangeurs de chaleur des moteurs Rolls-Royce. À l'origine, on pensait que les autres avions n'étaient pas affectés par ce type de problème. Cependant, en mai 2009, un autre incident similaire s'est produit sur un Airbus A330 équipé de moteurs Trent 700.

### Conclusions

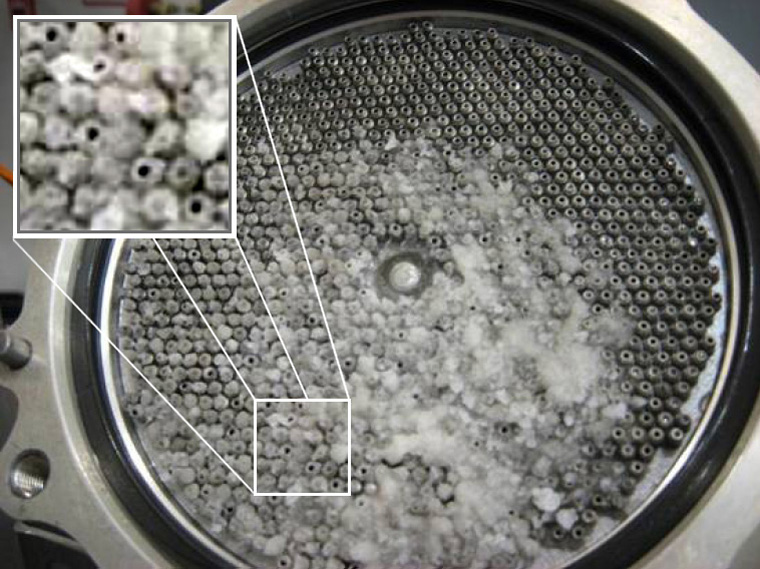
Réplication en laboratoire des cristaux de glace colmatant l'échangeur de chaleur de kérosène sur un moteur Rolls-Royce Trent 800, à la suite du rapport du NTSB sur les incidents du BA38 et du DL18.

L'AAIB a publié un rapport complet sur l'accident du vol 38 le 9 février 2010.
Le rapport final indique que la perte de puissance était due à une obstruction de l'échangeur de chaleur, qui doit réchauffer le carburant sortant des réservoirs de l'avion, par de la glace s'étant formée dans le circuit carburant, à partir de l'eau naturellement présente dans le kérosène, alors que l'avion fonctionnait avec un faible débit de carburant pendant une longue période.
Lors de la phase d'approche, la réduction de la vitesse devant être compensée par une augmentation de la poussée des moteurs, impliquant un débit de carburant accru, la glace s'est détaché du circuit et s'est accumulée à l'entrée de l'échangeur, provoquant une réduction du débit de carburant et une perte rapide de poussée sur les deux moteurs.
Le rapport d'enquête indique que la structure de ces échangeurs, bien que conforme aux exigences de certification, le rendait susceptible de subir ce type de dysfonctionnement lorsqu'il est colmaté par de la glace en forte concentration, avec une température de carburant inférieure à −10 °C et un débit de carburant supérieur à celui utilisé en vol.
Par la suite, de nouveaux échangeurs de chaleur de carburant ont été installés sur les 777 de British Airways courant octobre 2009. Les enquêtes de l'AAIB et du NTSB ont également conduit Boeing à réduire la durée recommandée pendant laquelle le carburant des 777 équipés de moteurs Rolls-Royce Trent 800 reste à des températures inférieures à −10 °C (14 °F), passant alors de trois à deux heures.
Le 11 mars 2009, le NTSB a publié la consigne de navigabilité SB-09-11, appelant à la refonte des FOHE utilisés sur les moteurs Rolls-Royce Trent 800, ce que Rolls-Royce avait déjà commencé à revoir la conception de l'échangeur, avec une date de mise en service prévue en mars 2010 au plus tard. Tous les moteurs concernés devaient être équipés de ce composant modifié dans les six mois suivant sa certification. En mai 2010, cette consigne de navigabilité a été étendue pour couvrir également les moteurs de type Trent 500 et 700, équipé du même modèle d'échangeur.

## Médias
L'accident a fait l'objet d'un épisode dans la série télé Air Crash nommé « L'énigme d'Heathrow » (saison 10 - épisode 2).